# 巴黎橋樑列表

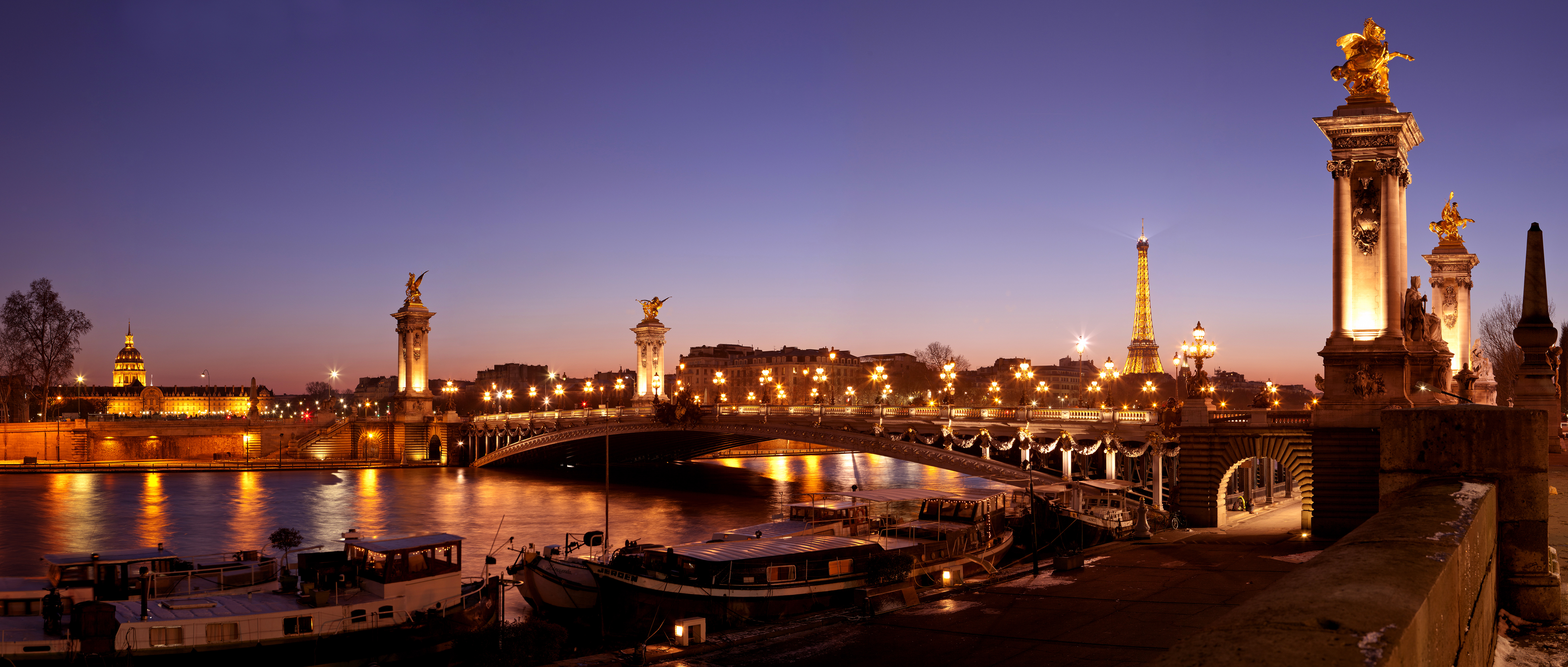
黃昏時份的亞歷山大三世橋

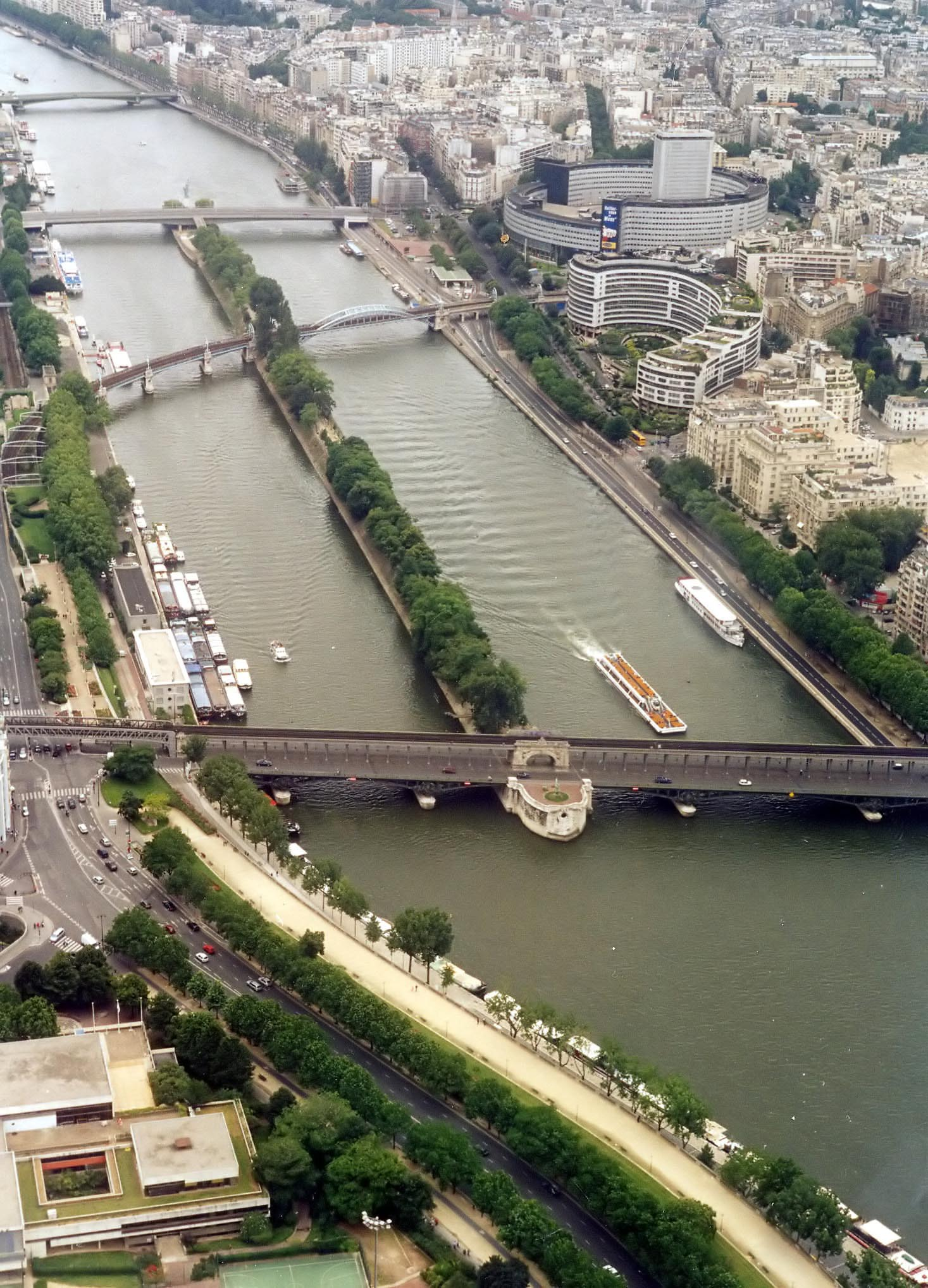
由艾菲爾鐵塔往下游方向俯瞰塞納河，由近至遠為比尔阿克姆桥、鲁埃勒桥、格勒纳勒桥和米拉波橋

法國首都巴黎市內建有許多橋樑，當中許多是為跨越塞納河而建，另外亦有橫渡烏爾克運河的橋。

## 統計
來源：巴黎市政府網站

截至2006年，巴黎市內共有：
- 37座跨越塞納河的橋樑
- 58座行車天橋
- 10座由巴黎大眾運輸公司（RATP）使用的橋樑
- 33座法國國家鐵路（SNCF）使用的橋樑
- 148座跨越城市邊界環城大道的橋樑
- 49座行人天橋

## 塞納河
巴黎市內的塞納河上共有37座橋，其中4座為行人專用橋、2座為鐵路專用橋。3座連接聖路易島與巴黎市其他地方，8座連接西堤島（或譯“城島”），還有1座連接上述兩島。下表列出所有橋樑，由上游至下游方向排列：

### 聖路易島以東
1. 上游橋（法語：Pont amont），沒有官方名稱的一座行車橋，1969年啟用。承載環城大道，位於巴黎十二及十三區交界、塞納河進入巴黎市範圍處。
2. 國家橋（法語：Pont National），道路及鐵路混合橋，1853年啟用。1870年之前稱為“拿破崙三世橋”。連接左岸（十三區）的讓-西蒙將軍大道及右岸（十二區）的波尼亞托夫斯基大道。
3. 托爾比亞克橋（法語：Pont de Tolbiac），1882年啟用。1943年一架被擊落的英國飛機撞上此橋。
4. 西蒙·波娃行人橋（法語：Passerelle Simone-de-Beauvoir），行人專用橋，於2006年7月13日啟用，以法國著名作家及女權主義者西蒙·波娃命名。
5. 贝尔西桥（法語：Pont de Bercy），道路及鐵路混合橋，其中鐵路層承載了巴黎地鐵6號線。
6. 夏爾·戴高樂橋（法語：Pont Charles-de-Gaulle），1996啟用。以法國總統夏爾·戴高樂命名。
7. 奥斯特利茨高架鐵路橋（法語：Viaduc d'Austerlitz），1904年啟用，一座鐵路專用拱橋，承載巴黎地鐵5號線。
8. 奥斯特利茨橋（法語：Pont d'Austerlitz），原橋於1805年啟用，後於1854及1884年先後進行重建和修繕。

### 聖路易島
1. 叙利桥（法語：Pont de Sully），現橋於1877年啟用。連接左右兩岸（四區及五區）與聖路易島東沿，理論上為兩段獨立的橋。
2. 图尔内勒桥（法語：Pont de la Tournelle），現橋於1928年啟用。連接聖路易島與左岸。前身為中世紀時期一座木橋，1651年木橋被洪水沖毀後復於1658年建起另一座石橋。1918年拆卸後再建起現橋。法語中Tournelle是「炮塔」的意思，得名自十二世紀末建於腓力二世堡壘上的一座方型炮塔。
3. 马里桥（法語：Pont Marie），啟用於1635年，巴黎市第二古老的橋樑，僅次於新橋。連接聖路易島與右岸。得名自提倡興建此橋的工程師克里斯托夫·瑪利。
4. 路易-菲利普橋（法語：Pont Louis-Philippe），啟用於1834年。位於巴黎第四區，連接聖路易島與右岸。得名自法國國王路易-菲利普一世。

### 聖路易島－西堤島
1. 聖路易橋（法語：Pont Saint-Louis），橫亙在塞納河兩大天然河島－西堤島和聖路易島之間，是塞納河巴黎市段唯一一座不與左右任何一岸連接的橋。

### 西堤島
1. 大主教橋（法語：Pont de l'Archevêché），建於1882年，是巴黎行車天橋中最窄的一座，橋寬11米，可用寬度更僅11米。自從藝術橋和利奥波德·塞达尔·桑戈尔行人桥上的情人鎖被清除，情侶們開始轉為在這條橋上掛上情人鎖。
2. 杜布勒橋（法語：Pont au Double），意譯為“雙倍橋”。現橋建於1883年。法蘭索瓦一世應要求興建一座橋往西堤島以方便運送病人往島上的巴黎主宫医院。過橋費是兩個（故稱「雙倍」）德尼耶（法語：denier）銀幣，故得此名。
3. 阿爾科萊橋（法語：Pont d'Arcole），啟用於1856年。啟用的最初兩年被稱為“河灘行人橋”（法語：passerelle de Grève）或“市政廳橋”（法語：pont de l'Hôtel-de-Ville），改為現名的最廣為接納的來源，是1796年拿破崙於意大利阿爾科萊之橋戰役擊敗奧地利人。
4. 小橋，於1853年落成。連接左岸與西堤島。這座僅32米、名副其實的「小橋」命途多舛，在現存的橋於1853年落成之前至少十三次被洪水沖毀或大火燒燬。
5. 聖母橋（法語：Pont Notre-Dame），現橋於1919年啟用。連接左岸與西堤島。原址是巴黎建起的第一座橋－「大橋」（法語：Grant-Pont）。十五世紀時期的版本，橋上建有多達六十幢幾層高的房屋，後來橋亦因此而超重倒塌。現橋由法蘭西第三共和國總統雷蒙·普恩加萊揭幕。
6. 圣米歇尔桥（法語：Pont Saint-Michel），目前的橋樑修建於1857年。連接左岸與西堤島。得名於附近的聖彌額爾小堂。
7. 兑换桥（法語：Pont au Change），連接右岸與西堤島。十二世紀時期版本的橋上開滿的金匠店和兌換店，因而得名。
8. 新橋，連接左岸、西堤島西端和東岸。雖然名為「新」，卻是巴黎現存最古老的橋。1578年開始建造，1607年落成使用至今。它是巴黎最早的石橋，也曾經是巴黎最寬闊的橋。

### 西堤島以西
1. 艺术桥（法語：Passerelle des Arts），連接法蘭西學會和羅浮宮中央廣場（第一帝國時稱為“藝術宮”，故得名）。原橋建成於1804年，現橋則由時任巴黎市長的雅克·希拉克於1984年揭幕。行人專用橋。2008年底開始，情侶們在橋的欄柵上掛上鎖。2014年6月，部分柵欄抵受不住重壓而倒下，沒有造成傷亡。
2. 卡鲁塞尔桥（法語：Pont du Carrousel），連接杜伊勒里碼頭和伏爾泰碼頭，鄰近王宮-羅浮宮站。原名“聖佩爾橋”（Pont des Saints-Pères）。由於此橋鄰近卡魯索凱旋門，1834年由路易-菲利普一世易為現名。另由於鄰近羅浮宮，此橋又別稱“羅浮宮橋”。
3. 皇家橋（法語：Pont Royal），現橋落成於1850年，是巴黎第三古老的橋樑，僅次於新橋和瑪利橋。路易十四賜名“皇家橋”，法國大革命時易名為“國家橋”，第一帝國時期改為“杜伊勒里橋”，最後由路易十八恢復其原名。
4. 利奥波德·塞达尔·桑戈尔行人桥（法語：Passerelle Léopold-Sédar-Senghor），行人專用橋。連接左岸的奧賽博物館和右岸的杜樂麗花園。舊稱“索尔费里诺行人橋”（法語：Passerelle de Solférino），得名自意大利索尔费里诺战役。2006年時改為現名，以紀念塞內加爾詩人、政治家暨首任總統利奧波德·塞達爾·桑戈爾。

## 外部連結
- 巴黎市官方網站有關市內橋樑的介紹 （法文）
- Structurae：巴黎市的藝術作品，包括橋樑 （法文）
- Laboratoire Central des Ponts et Chaussées （页面存档备份，存于）：有關巴黎市橋樑的詳細資料 （法文）
- The bridges over the Seine in Paris （页面存档备份，存于） （法文）
- Les ponts de Paris （页面存档备份，存于）：近代與1900年代的歷史圖片 （法文）